# Mistrzostwa Świata w Kajakarstwie Górskim 2007
31. Mistrzostwa świata w kajakarstwie górskim odbyły się w dniach 19–23 września 2007 roku w brazylijskiej miejscowości Foz do Iguaçu. Zawodnicy rywalizowali w ośmiu konkurencjach: czterech indywidualnych i czterech drużynowych.

## Końcowa klasyfikacja medalowa
| Miejsce | Państwo         | Złoto | Srebro | Brąz | Razem |
| ------- | --------------- | ----- | ------ | ---- | ----- |
| 1       | Niemcy          | 3     | 2      | 0    | 5     |
| 2       | Francja         | 2     | 4      | 0    | 6     |
| 3       | Słowacja        | 2     | 1      | 1    | 4     |
| 4       | Czechy          | 1     | 1      | 3    | 5     |
| 5       | Wielka Brytania | 0     | 0      | 2    | 2     |
| 6       | Australia       | 0     | 0      | 1    | 1     |
| 6       | Włochy          | 0     | 0      | 1    | 1     |

## Medaliści
| Konkurencja:           | Złoto:                                                                                                  | Srebro: | Brąz: |
| C-1 mężczyzn           | Michal Martikán                                                                                         | Tony Estanguet                                                                                                   | Robin Bell |
| C-1 drużynowo mężczyzn | Francja · Nicolas Peschier · Tony Estanguet · Pierre Labarelle                                          | Niemcy · Lukas Hoffmann · Nico Bettge · Jan Benzien                                                              | Czechy · Stanislav Ježek · Tomáš Indruch · Jan Mašek                                                             |
| C-2 mężczyzn           | Słowacja · Pavol Hochschorner · Peter Hochschorner                                                      | Francja · Pierre Luquet · Christophe Luquet                                                                      | Włochy · Andrea Benetti · Eric Maosero                                                                           |
| C-2 drużynowo mężczyzn | Czechy · David Mrůzek i Jaroslav Pospíšil · Marek Jiras i Tomáš Máder · Jaroslav Volf i Ondřej Štěpánek | Francja · Pierre Luquet i Christophe Luquet · Cédric Forgit i Martin Braud · Damien Troquenet i Mathieu Voyemant | Słowacja · Peter Škantár i Ladislav Škantár · Peter Hochschorner i Pavol Hochschorner · Ján Bátik i Tomáš Kučera |
| K-1 mężczyzn           | Sebastien Combot                                                                                        | Fabian Dörfler                                                                                                   | Campbell Walsh                                                                                                   |
| K-1 drużynowo mężczyzn | Niemcy · Erik Pfannmöller · Fabian Dörfler · Alexander Grimm                                            | Francja · Pierre Bourliaud · Julien Billaut · Sebastien Combot                                                   | Czechy · Ivan Pišvejc · Luboš Hilgert · Vavřinec Hradilek                                                        |
| K-1 kobiet             | Jennifer Bongardt                                                                                       | Elena Kaliská | Štěpánka Hilgertová                                                                                              |
| K-1 drużynowo kobiet   | Niemcy · Mandy Planert · Jennifer Bongardt · Jasmin Schornberg                                          | Czechy · Irena Pavelková · Štěpánka Hilgertová · Marcela Sadilová                                                | Wielka Brytania · Laura Blakeman · Fiona Pennie · Elizabeth Neave                                                |